# Oplonia
- Commons
- Wikispecies

Oplonia Raf., segundo o Sistema APG II, é um género botânico pertencente à família Acanthaceae.

## Sinonímia
- Anthacanthus Nees
- Forsythiopsis Baker

## Espécies
| - Oplonia acicularis - Oplonia acuminata - Oplonia acunae - Oplonia armata - Oplonia cubensis - Oplonia grandiflora - Oplonia hutchisonii | - Oplonia jamaicensis - Oplonia jujuyensis - Oplonia linifolia - Oplonia microphylla - Oplonia minor - Oplonia moana - Oplonia multigemma | - Oplonia nannophylla - Oplonia polyece - Oplonia puberula - Oplonia purpurascens - Oplonia spinosa - Oplonia tetrasticha - Oplonia vincoides |

- «Lista das espécies»

## Nome e referências
Oplonia Rafinesque, 1838

## Classificação do gênero
| Sistema | Classificação                       | Referência            |
| ------- | ----------------------------------- | --------------------- |
| APG II  | Ordem Lamiales, família Acanthaceae | APweb, versão 9, 2008 |